# Edmonton International Airport

i7
i11
i13
Edmonton International Airport (IATA-Code: YEG, ICAO-Code: CYEG) ist ein Flughafen, etwa 30 Kilometer südlich von Edmonton in der kanadischen Provinz Alberta. Er ist eines der größten Luftfahrt-Drehkreuze des Landes und mit einem Passagieraufkommen von etwa 8 Millionen Fluggästen pro Jahr belegt er im nationalen Vergleich Platz 5 der verkehrsreichsten Flugplätze. Die Anzahl an abgefertigten Passagieren ist im Jahr 2017 um 3,7 % gegenüber dem Vorjahr gestiegen.
Der Flughafen ist ein Platz des National Airports Systems und befindet sich im Eigentum von Transport Canada. Betrieben wird er von der „Edmonton Regional Airports Authority“. Der Flughafen liegt am Queen Elizabeth II Highway (Highway 2) sowie am Highway 19 und Highway 39.

## Geschichte
Bis Mitte der 1950er Jahre war der kleinere Edmonton City Centre Airport der wichtigste Flughafen für die Region. Nachdem klar wurde, dass auf der kurzen Landebahn wohl keine modernen Strahlflugzeuge landen können, wurden von der Transport Canada etwa 2800 ha Land außerhalb der Stadt erworben, um einen größeren Flughafen zu bauen.
Dieser wurde schließlich am 15. November 1960 eröffnet. Das erste Terminal bestand lediglich aus einem alten Hangar, welcher zuvor von anderen Unternehmen genutzt wurde. 1963 wurde schließlich das Nord-Terminal fertiggestellt, welches bis heute genutzt wird. Aufgrund des Bevölkerungswachstums in der Region wuchs auch die Passagierzahl in den 1970er Jahren und erreichte im Jahr 1980 über 2 Millionen. Weiterhin wurden aber fast nur Kurzstreckenflüge nach Alberta und British Columbia angeboten und so verschlechterte sich ab den frühen 1980er Jahren die Auslastung des Flughafens. Seit 1995 steigt die Zahl der Passagiere jedoch wieder.

## Flughafenanlagen

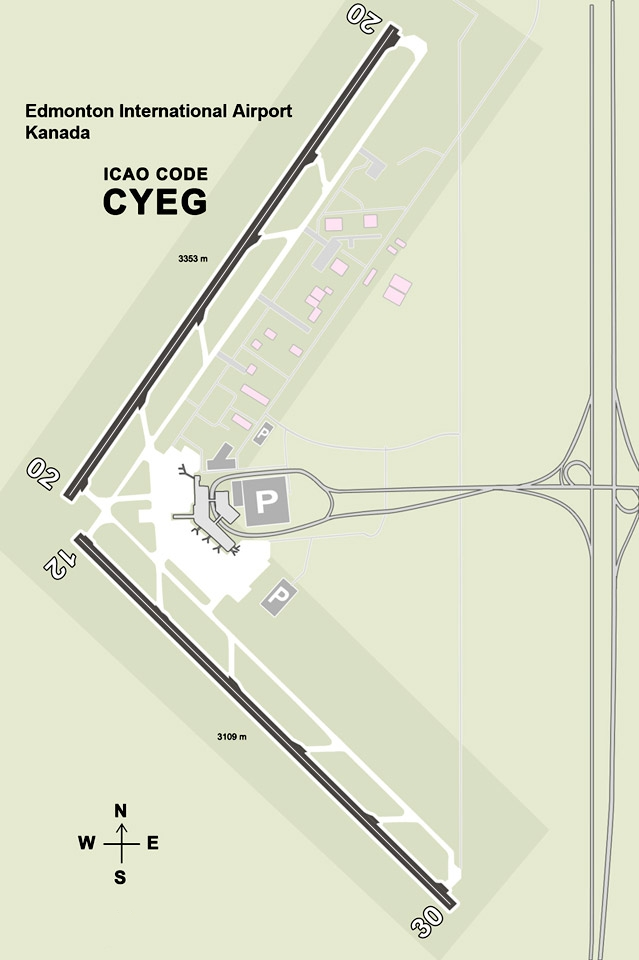
Edmonton International Airport

Der Flughafen hat zwei Passagier- und drei Frachtterminals. Er ist ganzjährig rund um die Uhr geöffnet und zu 99 % des Jahres nebelfrei. In den letzten zehn Jahren musste der Flughafen für lediglich drei Stunden geschlossen werden, als ein schwerer Schneesturm herrschte. Edmonton International Airport liegt in Zeitzone UTC-7 (DST-6).
Da der Platz durch Nav Canada als Airport of Entry klassifiziert ist und dort Beamte der Canada Border Services Agency (CBSA) stationiert sind, ist hier eine Einreise aus dem Ausland zulässig.

### Start- und Landebahn
Der Flughafen verfügt über zwei Start- und Landebahnen mit der Feuerkategorie 8. Der Flughafen hat keine Lärm- oder Betriebseinschränkungen.
Runway 1: 02/20, 3352 m (10.997 ft), PLR 12, ICAO Cat. 4E, Aircraft size max: Any Size,
Rwy 02, ILS 020, Beleuchtung: Cat 1, keine Einschränkungen,
Rwy 20, ILS 200, Beleuchtung: Low intensity centre approach, Restrictions: Localizer landing system / NDB approach
Runway 2: 12/30, 3109 m (10.200 ft), PLR 12, ICAO Cat. 4E, Aircraft size max: Any Size,
Rwy 12, ILS 120, Beleuchtung: Cat 1, keine Einschränkungen
Rwy 30, ILS 300, Beleuchtung 1, keine Einschränkungen

### Passagierkapazitäten
Jährlich können bis zu 7 Millionen Passagieren an 95 Check-ins über 30 Gates eingecheckt werden. Der Flughafen hat 17 direkte Flugzeugzugänge. Es stehen 1800 Kurzzeit- und 4100 Langzeitparkplätze zur Verfügung. Er bietet den Fluggästen den Service eines modernen Großraumflughafen.

### Frachtkapazitäten
Der Flughafen hat ein Lagerhaus von 18.000 m² Größe, zwei Abfertigungsmöglichkeiten für Flugzeuge des Typs Boeing 747, eine Transitzone, Freihandelszone, ein Tiefkühllager, eine Tierquarantänestation, die Möglichkeit gefährliche Güter sowie radioaktive Stoffe umzuschlagen und ein Kurierzentrum.

## Fluggesellschaften und Ziele
Im Sommer 2024 fliegt Condor zweimal wöchentlich den Flughafen aus Frankfurt an.

## Verkehrszahlen
| Jahr | Fluggastaufkommen | Fluggastaufkommen | Fluggastaufkommen | Fluggastaufkommen | Luftfracht (Tonnen) (mit Luftpost) | Flugbewegungen (mit Militär) |
| Jahr | National          | International     | FBO               | Gesamt            | Luftfracht (Tonnen) (mit Luftpost) | Flugbewegungen (mit Militär) |
| ---- | ----------------- | ----------------- | ----------------- | ----------------- | ---------------------------------- | ---------------------------- |
| 2018 | 6.395.357         | 1.434.872         | 423.892           | 8.254.121         |                                    |                              |
| 2017 | 6.018.322         | 1.353.972         | 429.754           | 7.802.048         | 36.044                             | 134.908                      |
| 2016 | 5.636.113         | 1.390.855         | 497.118           | 7.524.086         | 37.371                             | 139.067                      |
| 2015 | 5.526.911         | 1.754.007         | 700.154           | 7.981.072         | 46.157                             | 159.102                      |
| 2014 | 5.500.592         | 1.831.086         | 869.738           | 8.201.416         | 42.823                             | 161.354                      |
| 2013 | 5.312.226         | 1.671.003         | 714.766           | 7.697.995         | 41.034                             | 150.742                      |
| 2012 | 5.109.637         | 1.567.220         | -                 | 6.676.857         | 37.882                             | 135.511                      |
| 2011 | 4.814.157         | 1.462.980         | -                 | 6.277.137         | 37.263                             | 131.905                      |
| 2010 | 4.725.577         | 1.363.522         | -                 | 6.089.099         | 36.123                             | 126.605                      |
| 2009 | 4.704.189         | 1.386.024         | -                 | 6.090.213         | 34.286                             | 123.894                      |
| 2008 | 5.106.860         | 1.330.474         | -                 | 6.437.334         | 38.879                             | 129.487                      |
| 2007 | 4.936.592         | 1.128.018         | -                 | 6.064.610         | 38.274                             | 119.913                      |
| 2006 | 4.349.081         | 864.911           | -                 | 5.213.992         | 42.003                             | 135.270                      |
| 2005 | 3.772.953         | 738.499           | -                 | 4.511.452         | 42.070                             | 100.789                      |
| 2004 | 3.423.024         | 658.541           | -                 | 4.081.565         | 38.448                             | 95.658                       |
| 2003 | 3.326.111         | 556.386           | -                 | 3.882.497         | 35.105                             | 90.681                       |
| 2002 | 3.289.148         | 484.652           | -                 | 3.773.800         | 39.054                             | 89.783                       |
| 2001 | 3.358.399         | 582.017           | -                 | 3.940.416         | 35.143                             | 91.836                       |
| 2000 | 3.244.421         | 598.900           | -                 | 3.843.321         | -                                  | -                            |
| 1999 | 3.150.826         | 503.637           | -                 | 3.700.016         | 32.724                             | 116.868                      |
| 1998 | 3.294.244         | 497.330           | -                 | 3.791.574         | -                                  | -                            |
| 1997 | 3.210.113         | 510.510           | -                 | 3.720.623         | -                                  | -                            |

## Zwischenfälle
- Am 2. Januar 1973 wurde mit einer Boeing 707-321C der Pacific Western Airlines (Luftfahrzeugkennzeichen CF-PWZ) ein Frachtflug von Toronto nach Edmonton durchgeführt. Das Flugzeug war mit 86 Rindern beladen. Drei Kilometer vor ihrem Zielflughafen streifte die Maschine Bäume und Stromleitungen und stürzte auf einen Wall in einer Kiesgrube. Die Rinder wurden bei dem Unfall nach vorne aus dem Flugzeugrumpf auf eine Entfernung von bis zu 100 Metern herausgeschleudert, alle fünf Besatzungsmitglieder starben. Ein Feuer brach aus. Die Unfallursache konnte nicht ermittelt werden (siehe auch Pacific-Western-Airlines-Flug 3801).[11]